# Bọ chét mèo
Bọ chét mèo (tên khoa học Ctenocephalides felis) là một trong những loài bọ chét phân bố rộng rãi và có số lượng quần thể đông đảo nhất trên địa cầu.

## Tổng quan
Ký chủ chính của bọ chét mèo là mèo nhà, nhưng loài này cũng lây nhiễm cho phần lớn các loài chó trên thế giới. Bọ chét mèo cũng có thể có chu trình sinh học trên các loài động vật ăn thịt khác và trên loài thú có túi Virginia. Loài người cũng có thể bị bọ chét mèo cắn nhưng không thể bị lây nhiễm vì lý do loài bọ chét này không thích ứng được với môi trường trên ký chủ lạc chỗ là người.

## Chu trình sống

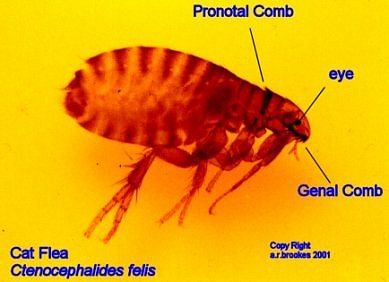
Bức ảnh cho thấy một số đặc điểm phân biệt bọ chét mèo với các loài bọ chét khác bao gồm cả lược hàm

Bọ chét cái đẻ trứng trên ký chủ, tuy nhiên thường thì sau đó trứng lại rơi và phát triển trên đất hoặc nơi ký chủ sinh sống và đi qua. 

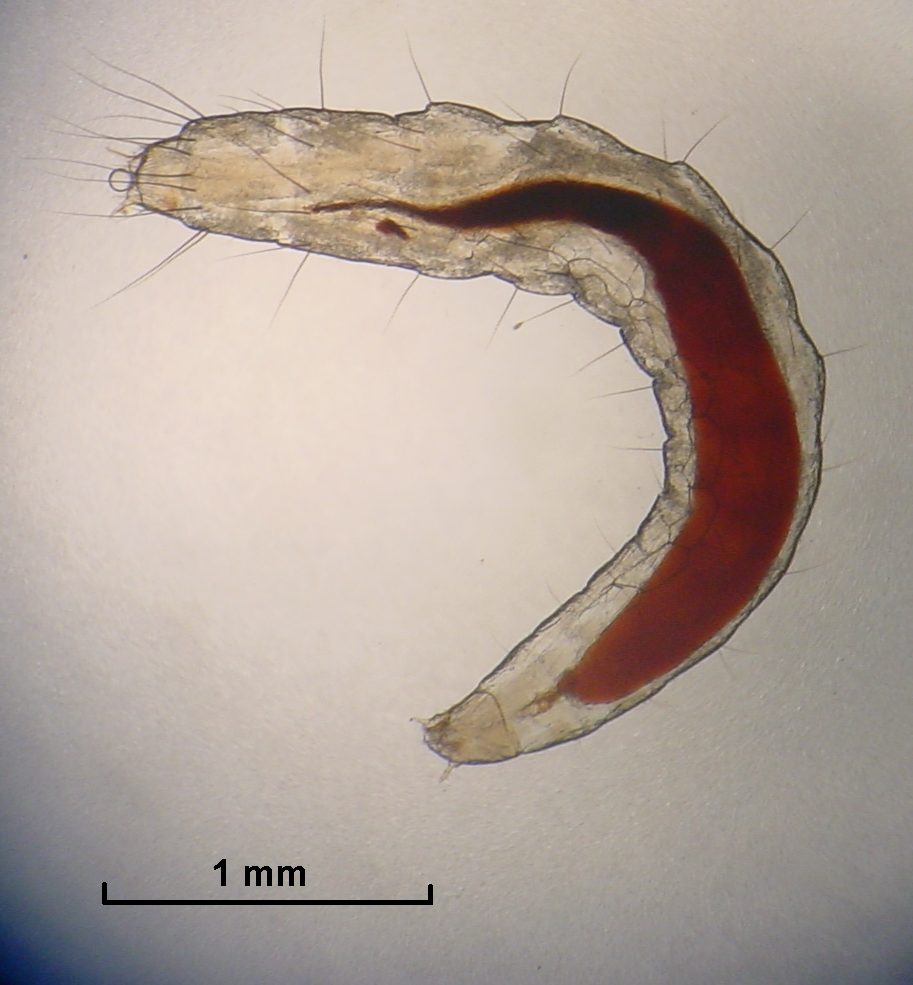
Ấu trùng bọ chét đang tiêu hóa máu

 Trứng sau đó nở ra ấu trùng, vốn có tính quang ứng động âm, có nghĩa là các ấu trùng này tránh ánh sáng trong môi trường chất nền. Ấu trùng bọ chét sử dụng nhiều loại mảnh vụn của các sinh vật khác làm thức ăn, nhưng nguồn thức ăn quan trọng nhất là máu khô của ký chủ đã được tiêu hóa và thải ra phân của bọ chét trưởng thành. Do đó quần thể bọ chét trưởng thành ký sinh trên ký chủ có vai trò nuôi sống quần thể ấu trùng sống xung quanh môi trường sống của ký chủ. 

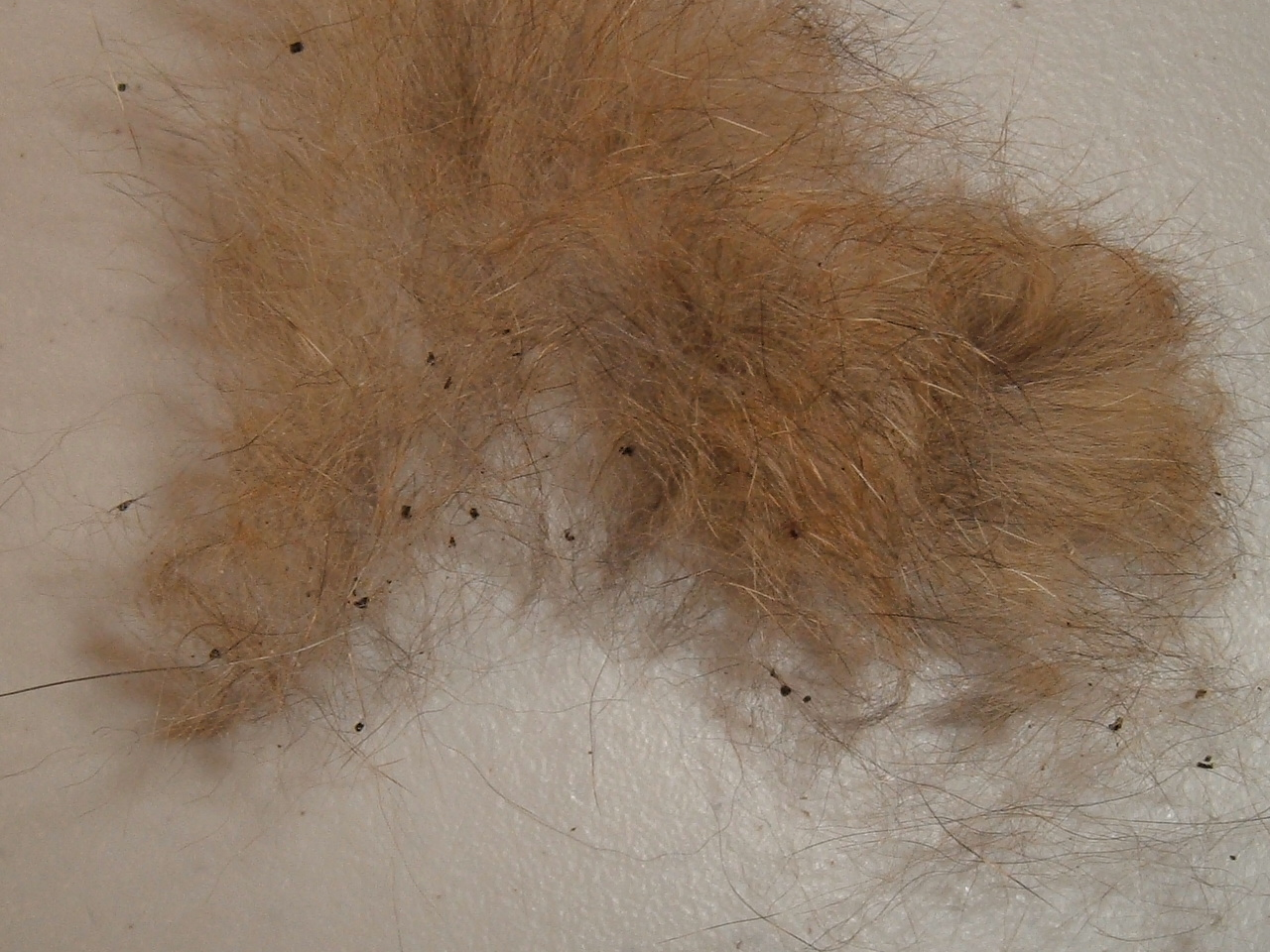
Phân bọ chét được lấy từ lông của một con mèo

Ấu trùng bọ chét biến thái qua 4 bước trước khi cuộn mình vào trong kén và bước vào giai đoạn nhộng. Thời gian của giai đoạn nhộng biến đổi rất lớn; con bọ chét hoàn chỉnh trong nhộng bình thường sẽ không thoát ra ngoài trở thành bọ chét trưởng thành cho đến khi nào xuất hiện dấu hiệu của ký chủ tiềm năng như nhiệt độ cao hay sự rung động. Bọ chét trưởng thành thường được kích thích để xâm nhập ký chủ mới chỉ trong vòng vài giây sau khi rời khỏi kén. Con bọ chét mới này bắt đầu hút máu ký chủ chỉ vài phút sau đó.

## Tác nhân truyền bệnh
Bọ chét mèo có thể lây truyền các loài ký sinh khác và lây nhiễm cho chó, mèo cũng như con người. Các vi khuẩn chính và bệnh lây nhiễm qua bọ chét mèo gồm Bartonella, sốt phát ban chuột, và apedermatitis. Sán dải Dipylidium caninum có thể lây nhiễm cho người khi bọ chét bị nuốt bởi người hay vật nuôi trong nhà. Ngoài ra, bọ chét mèo đã được tìm thấy mang Borrelia burgdorferi, tác nhân gây bệnh Lyme, tuy nhiên khả năng lan truyền bệnh này của bọ chét mèo hiện nay vẫn chưa rõ.